# Adrian Foster
Adrian Foster, kanadski hokejist, * 15. januar 1982, Lethbridge, Alberta, Kanada.
Trenutno je prosti igralec (free agent).
Fosterja je po treh sezonah igranja za WHL moštvi Saskatoon Blades in Brandon Wheat Kings na NHL naboru izbralo moštvo New Jersey Devils. Za Saskatoon Blades je igral malo, vsega skupaj v treh sezonah le 25 tekem, medtem ko je za Brandon Wheat Kingse odigral 14 tekem rednega dela in še 15 tekem končnice. Na naboru je bil izbran kot skupno 28., izbran je bil v prvem krogu. Za New Jersey Devilse še ni zaigral, po naboru je štiri sezone prebil v AHL moštvu Albany River Rats (hčerinskem moštvu Carolina Hurricanes), kjer je veliko igral predvsem v sezonah 2003/04 in 2004/05, v sezonah 2002/03 in 2005/06 pa je skupaj igral le 17 tekem. Nato je eno sezono preigral v hčerinskem moštvu New Jersey Devilsov Lowell Devils. Zanje je prav tako odigral le malo tekem - 10. 
V sezoni 2007/08 pa je za razliko od prejšnjih dveh zaigral na veliko tekmah - 70 tekmah rednega dela AHL lige in 4 tekmah končnice. Za Houston Aeros (hčerinsko moštvo NHL ekipe Minnesota Wild) je na 74 tekmah dosegel 40 točk. V sezoni 2008/09 igra za EC Red Bull Salzburg v Avstrijski hokejski ligi. 
Nikoli ni zaigral za nobeno selekcijo kanadske reprezentance.

## Pregled kariere
Posodobljeno: 23. februar 2009
Odebeljeno - reprezentančni nastopi, glej tudi Statistika pri hokeju na ledu.
| Moštvo               | Liga            | Sezona |    | Redni del | Redni del | Redni del | Redni del | Redni del | Redni del |   | Končnica | Končnica | Končnica | Končnica | Končnica | Končnica |
| -------------------- | --------------- | ------ | -- | --------- | --------- | --------- | --------- | --------- | --------- | - | -------- | -------- | -------- | -------- | -------- | -------- |
| Moštvo               | Liga            | Sezona | OT | G         | P         | T         | +/-       | KM        | OT        | G | P        | T        | +/-      | KM       |          |          |
| Saskatoon Blades     | WHL             | 99/00  |    | 7         | 1         | 2         | 3         |           | 6         |   |          |          |          |          |          |          |
| Saskatoon Blades     | WHL             | 00/01  |    | 5         | 0         | 5         | 5         |           | 4         |   |          |          |          |          |          |          |
| Saskatoon Blades     | WHL             | 01/02  |    | 13        | 9         | 3         | 12        |           | 18        |   |          |          |          |          |          |          |
| Brandon Wheat Kings  | WHL             | 01/02  |    | 14        | 5         | 10        | 15        |           | 23        |   | 15       | 4        | 11       | 15       |          | 14       |
| Albany River Rats    | AHL             | 02/03  |    | 9         | 3         | 0         | 3         |           | 4         |   |          |          |          |          |          |          |
| Albany River Rats    | AHL             | 03/04  |    | 44        | 8         | 13        | 21        |           | 25        |   |          |          |          |          |          |          |
| Albany River Rats    | AHL             | 04/05  |    | 51        | 6         | 11        | 17        |           | 27        |   |          |          |          |          |          |          |
| Albany River Rats    | AHL             | 05/06  |    | 8         | 2         | 1         | 3         |           | 18        |   |          |          |          |          |          |          |
| Lowell Devils        | AHL             | 06/07  |    | 10        | 1         | 1         | 2         |           | 12        |   |          |          |          |          |          |          |
| Houston Aeros        | AHL             | 07/08  |    | 70        | 15        | 23        | 38        |           | 50        |   | 4        | 0        | 2        | 2        |          | 2        |
| EC Red Bull Salzburg | Avstrijska liga | 08/09  |    |           |           |           |           |           |           |   |          |          |          |          |          |          |
| Skupaj               |                 |        |    | 231       | 50        | 69        | 119       |           | 187       |   | 19       | 4        | 13       | 17       |          | 16       |